# 江湾镇街道
江湾镇街道，是中国上海市虹口区下属的一个街道办事处。

## 历史
江湾镇街道由“江湾镇”发展而来，其名出现于北宋，沿走马塘（今江湾市河）北岸铺开。江湾成陆距今约1300年。唐开元元年（713年）地处海岸线。天宝十年（751年）处捍海塘内。“虬江十八湾，弯弯到江湾”，江湾以虬江屈曲入境而得名。最早称商量湾，亦名曲江。市镇始建于宋，自胡陆湾桥起沿河向东，坐落走马塘（今江湾市河）北岸。南宋建炎四年（1130年）前后，韩世忠驻中军于此，部分家属随之落户，遂渐成小镇。嘉定十年(1218年)十二月，昆山东部划出，自行建立嘉定县，江湾改隶嘉定县。明時嘉定縣在江灣設立巡檢司。嘉靖二十三年(1544年)，受到倭寇劫掠，江湾全镇尽毁，很长时间后方恢复元气。清雍正二年(1724年)，嘉定县东部划出建立宝山县，江湾改隶宝山县，成为宝山辖下的一个镇。上海建市後劃歸上海市。江湾面積極盛時期北部直達蕰藻浜並与杨行镇接壤。抗战期间，江湾成为淞沪战役主要战场之一。中華民国31年（1942年）市中心区改称第二区，区政府迁江湾镇。中華民国33年（1944年）第二区改称江湾区。中華民国35年（1946年）撤销江湾镇，設立上海市第二十二区，中華民国37年（1948年）改称江湾区。
1949年设江湾区第一办事处。1950年2月成立江湾镇。1956年属北郊区。1958年7月属宝山县，9月划归虹口区，11月复归宝山县。1984年9月划归虹口区。1993年末，当时辖区东临逸仙路，西濒俞泾浦、泗塘及江杨南路，南及西南以水电路、灵丘路、奎山路一线为界，北倚农机路，面积4.27平方千米，辖16个居委会，12个自然村，人口15922户47066人，当时镇政府驻新市南路1191号。
2006年，因辖区内已无农业人口，完全城市化，原村民委员会也早已全部改为居民委员会，因此于9月1日正式改制为江湾镇街道。江湾镇街道东临逸仙路与杨浦区五角场街道为邻，西以泗塘、俞泾浦两条小河以及场中路、江杨南路与闸北区隔开，南分别以汶水东路、水电路、奎照路与虹口曲阳路街道、广中路街道和凉城新村街道相依，北以三门路至虹北路与宝山区高境镇接壤。
2016年11月，淞沪铁路江湾站旧址相关建设完毕，对外开放。

## 地理
江湾镇街道面积4.17平方公里，政府驻地：丰镇路300号。
- 东 逸仙路
- 西 江杨南路，西转沿场中路，南向沿西泗塘，东向沿江湾市河，至水电路市河桥后南沿水电路
- 南 汶水东路
- 北 安汾路

## 行政区划
江湾镇街道下辖以下居委会：奎照路居委会、新市南路居委会、纪念路居委会、文治路居委会、车站西路居委会、万安路西居委会、忠烈居委会、丰镇路居委会、沽源路居委会、新市北路居委会、逸仙路居委会、仁德路居委会、池沟路居委会、镇西居委会、镇北居委会、三门路居委会、车南居委会、春生居委会、丰镇路第二居委会、胜利居委会、韶嘉居委会、学府居委会、宝鸿居委会、三门路二居委会、方浜居委会、新南二居委会、场中居委会、韶嘉第二居委会、安汾路居委会、欣逸居委会。

## 交通
- 江湾镇站